# Henriette Puig-Roget
Henriette Puig-Roget (Bastia (Còrsega), 1910 - París, 1992), va ser una organista, pianista, compositora i professora de música francesa.

## Biografia
Filla i neboda de militars es decantà cap a la música i, ja de ben jove, el 1919 començà a estudiar al Conservatori de París. Tingué per mestres Isidor Philipp, Jean i Noël Gallon, Abel Estyle, Maurice Emmanuel, Sophie Chéné i Marcel Dupré, amb qui feu piano, harmonia, història de la música, piano acompanyant, contrapunt, fuga i orgue; entre 1926 i 1930 hi guanyà sis primers premis, incloent-hi els de piano i orgue. També estudià música de cambra amb Charles Tournemire. Guanyà el Segon Prix de Rome (una beca per estudiar música a Itàlia) del 1933. A l'any següent va ser nomenada organista de l'Oratori del Louvre (fins al 1979) i de la Gran Sinagoga de París (fins al 1952). També fou "Chef de chant" de l'Òpera de París, alhora que des del 1935 desenvolupà una carrera de pianista a la ràdio que s'allargà quaranta anys.
Henriette Roget, casada amb Ramon Puig-Viñals, adoptà el cognom de casada de Puig-Roget. Ensenyà al Conservatori de París a partir del 1957. En jubilar-se, del 1979 endavant, ensenyà piano, solfeig i música de cambra a la Universitat de les Arts de Tòquio. Entre els seus alumnes hi hagué Gilbert Amy, Alain Louvier, Daniel Roth, Yasuko Tasumi, Maki Namekawa, Kazuoki Fujii (pianista), Takenori Nemoto (cornista), Hidéki Nagano (pianista), Masakazu Natsuda (compositor), Misato Mochizuki (compositora) i Mami Sakato (organista).
Actuà com a solista amb orquestres com l'Orquestra Nacional de l'ORTF, l'orquestra Colonne o l'Orquestra de la Societat de concerts del Conservatori, interpretant peces de Marc-Antoine Charpentier, Michel Richard Delalande, Nicolas Bernier, Jean-Baptiste Lully i Camille Saint-Saëns, i de compositors contemporanis com Amadeo Roldán i Alejandro García Caturla.
Com a compositora, va escriure obres -moltes d'elles de caràcter didàctic- per a orquestra, música de cambra, música d'església, així com composicions per a orgue que inclouen Cortège funèbre, Deploración de la Semana Santa, Toccata severa i Triathlon. També feu unes Montanyas del Rosello, pour orgue et orchestre del 1933 i unes Rajoles del 1968, per a orquestra 